# Xã Buckingham, Quận Wayne, Pennsylvania
Xã Buckingham (tiếng Anh: Buckingham Township) là một xã thuộc quận Wayne, tiểu bang Pennsylvania, Hoa Kỳ. Năm 2010, dân số của xã này là 520 người.